# Julio Monteiro Martins
Julio Cesar Monteiro Martins (Niterói, 2 de julho de 1955 – Pisa, 24 de dezembro de 2014) foi um escritor, professor universitário e advogado de direitos humanos brasileiro.
Escreveu a sua obra em língua portuguesa entre 1975 e 1994, e de 1998 em diante escreve e publica em italiano. Viveu em Lucca, na Toscana com a esposa e os filhos até sua morte,  na véspera de natal de 2014. 

## Biografia
Foi professor de Criação Literária no Goddard College, em Vermont, de 1979 a 1980; na Oficina Literária Afrânio Coutinho, no Rio de Janeiro, de 1982 a 1989; no Instituto Camões de Lisboa, em 1994; e na Pontifícia Universidade Católica do Rio de Janeiro, em 1995.
Recebeu o título de Honorary Fellow in Writing da Universidade de Iowa (International Writing Program) em 1979. Foi um dos fundadores do Partido Verde brasileiro e do movimento ambientalista Os Verdes.
Foi advogado de direitos humanos no Rio de Janeiro, responsável pela incolumidade física dos meninos de rua que testemunharam no tribunal sobre o massacre da Candelária.
Ensina língua portuguesa e tradução literária na Universidade de Pisa, na Itália, e dirige o Laboratório de Narração, que é parte do master da Scuola Sagarana, em Pistoia. Foi o diretor da Revista Sagarana.

## Obras literárias
No Brasil
- Torpalium (contos, 1977, Ática)
- Sabe Quem Dançou? (contos, 1978, Codecri)
- Artérias e Becos (romance, 1978, Summus)
- Bárbara (romance, 1979, Codecri)
- A Oeste De Nada (contos, 1981, Civilização Brasileira)
- As Forças Desarmadas (contos, 1983, Anima)
- O Livro Das Diretas (ensaio político, 1984, Anima)
- Muamba (contos, 1985, Anima)
- O Espaço Imaginário (romance, 1987, Anima)

Na Itália
- Il percorso dell’idea (pétits poèmes en prose, 1998, Baldecchi e Vivaldi)
- Racconti italiani (contos, 2000, Besa)
- La passione del vuoto (contos, 2003, Besa)
- madrelingua (romance, 2005, Besa)
- L’amore scritto (fragmentos narrativos e contos, 2007, Besa)
- La grazia di casa mia (poemas, 2013, Rediviva)
- La macchina sognante ( postumo, 2015, Besa)
- L' ultima pelle (romance autobiografo postumo, 2019, Lebeg)

Antologia
Com Antonio Tabucchi, Bernardo Bertolucci, Dario Fo, Erri de Luca e Gianni Vattimo participou da antologia Non siamo in vendita – voci contro il regime (org. Beppe Sebaste, 2001, Arcana Libri/Unità).
Teatro
É também autor de peças de teatro: A Histeria do Mármore, Por Motivos de Força Maior, Aula Magna, Hitler e Chaplin.
Seus textos inspiraram obras cinematográficas, como Garganta, direção de Dodô Brandão e Referência, direção de Ricardo Bravo.